# Preston Foster
Preston Foster (ur. 24 sierpnia 1900, zm. 14 lipca 1970) – amerykański aktor filmowy i telewizyjny.

## Filmografia (wybór)

### Seriale TV
- 1951: Schlitz Playhouse of Stars
- 1953: General Electric Theater
- 1958: 77 Sunset Strip jako 'Boss' Gates
- 1962: The Eleventh Hour jako Philip Green

### Filmy fabularne
- 1930: Follow the Leader jako Two-Gun Terry
- 1932: Jestem zbiegiem jako Pete
- 1933: Hopla! jako Nifty Miller
- 1935: Potępieniec jako Dan Gallagher
- 1937: We Who Are About to Die jako Steven Mathews
- 1938: Army Girl jako kapitan Dike Conger
- 1940: Policja konna Północnego Zachodu jako sierżant Jim Brett
- 1944: The Bermuda Mystery jako Steve Carramond
- 1945: Dolina decyzji jako Jim Brennan
- 1945: Abbott i Costello w Hollywood jako on sam (niewymieniony w czołówce)
- 1945: Dziewczęta Harveya jako sędzia Sam Purvis
- 1949: Zabiłem Jessego Jamesa jako John Kelley
- 1949: Big Cat jako Tom Eggers
- 1968: Chubasco jako Nick

## Wyróżnienia
Posiada swoją gwiazdę na Hollywoodzkiej Alei Gwiazd.